# Kurixalus idiootocus
Espèce
Synonymes
- Chirixalus idiootocus Kuramoto & Wang, 1987

Statut de conservation UICN

 LC  : Préoccupation mineure
Kurixalus idiootocus est une espèce d'amphibiens de la famille des Rhacophoridae.

## Répartition
Cette espèce est endémique de Taïwan. Elle se rencontre du niveau de la mer jusqu'à 2 000 m d'altitude.

## Publication originale
- Kuramoto & Wang, 1987 : A new rhacophorid treefrog from Taiwan, with comparisons to Chirixalus effingeri (Anura, Rhacophoridae). Copeia, vol. 1987, p. 931-942.